# رانهال
رانهال (به انگلیسی: Runhall) یک روستا و محله مدنی در بریتانیا است که در Brandon Parva, Coston, Runhall and Welborne واقع شده‌است. رانهال ۱۱٫۹۸ کیلومتر مربع مساحت و ۴۰۱ نفر جمعیت دارد.